# スミス海
スミス海（スミスかい）は、月の赤道付近の東の縁に位置する月の海の一つであり、月の表側にある。スミス海は先ネクタリス代に作られた盆地であり、後期インブリウム代の地層に覆われている。
ウィリアム・ヘンリー・スミスの功績を讃えるために名付けられた。
スミス海の北にはネーピアがある。このクレーターは縁の海の南端に位置している。スミス海の北西にはシューベルトおよびシューベルト-Bがある。スミス海の南端にある黒っぽいクレーターはケストナーである。